# فؤاد عزيز غالي
الفريق فؤاد عزيز غالي هو أحد قادة حرب أكتوبر. كان قائد الفرقة الثامنة عشر مشاة حتي يوم ١٢ ديسمبر حتي صدر قرار بتعيينه قائد الجيش الثاني الميداني خلفا للواء عبد المنعم خليل  

## حياته
من مواليد عام 1927 بمحافظة المنيا، وبعد حصوله علي الثانوية العامة قام بتجهيز أوراقه للالتحاق بكلية الطب التي يعشقها، ولكنه مر امام الكلية الحربية فوجد أن باب القبول ما زال مفتوحا فتقدم بأوراقه والتحق بها،

## حياته العسكرية
فور تخرجه تم إرساله للمشاركة في حرب فلسطين التي جرت عام 1948 حيث شارك في المعارك التي جرت حول مدينة رفح، وشارك أيضا في حرب 1956، وفي حرب 1967 حيث كان رئيسا لعمليات الفرقة الثانية مشاة. 

## في حرب أكتوبر
وفي حرب أكتوبر 1973 كان قائدا للفرقة 18 مشاة التي كلفت باقتحام قناة السويس في منطقة القنطرة وتدمير القوات الإسرائيلية وأسلحتها في النقاط الحصينة وعلي الأجناب وتحرير مدينة القنطرة شرق والاستيلاء علي كوبري بعمق 9 كيلو متر في بداية المعارك في أكتوبر 1973. 
وفي الندوة الاستراتيجية لحرب أكتوبر والتي نظمت علي مدى ثلاثة أيام بمناسبة اليوبيل الفضي لنصر أكتوبر قال البطل الفريق فؤاد عزيز غالي: (منذ الضربة الجوية الأولي والتمهيد النيراني للمدفعية تم إنزال قوارب قوات المرحلة الأولى لاقتحام النقاط الحصينة ثم بدأ اقتحام دفاعات القوات الإسرائيلية في القطاع من شمال جزيرة البلاح حتي الكاب واقتحام نقطة حصينة لمعاونة أعمال قتال قطاع بور سعيد، وبعد 10 دقائق من العبور تم الاستيلاء علي أول نقطة حصينة علي مستوى الجبهة وهي القنطرة واحد، وبعد 50 دقيقة من العبور تم الاستيلاء على 6 نقاط وبقيت النقطة الحصينة القنطرة 3 – بلدية القنطرة – محاصرة حتى يوم السابع من أكتوبر 1973 ليتم الاستيلاء عليها قبل اخر ضوء يوم السابع من أكتوبر، وبنهاية اليوم الأول للقتال تم الاستيلاء على جميع النقاط الحصينة وإحكام الحصار حول مدينة القنطرة والاستيلاء علي رأس كوبري بعمق حتى 6 كيلو متر وصد اختراق القوات الإسرائيلية)
وفي السابع من أكتوبر تم تدمير 37 دبابة إسرائيلية وتوسيع راس كوبري الفرقة بعمق 9 كيلو متر وتدمير القوات الإسرائيلية في النقطة الحصينة القنطرة 3 وتحرير مدينة القنطرة شرق.
ظل البطل الفريق فؤاد عزيز غالي محافظا علي انتصاراته طوال فترة الحرب كما قام بتأمين منطقة شمال القناة من القنطرة الي بور سعيد في مواجهة الهجمات المضادة الإسرائيلية. في الثاني عشر من شهر ديسمبر عام 1973 عين قائدا للجيش الثاني الميداني.

### بعد حرب 1973
بعد خروجه من القوات المسلحة تولي الفريق فؤاد عزيز غالي منصب محافظ جنوب سيناء
في عام 1983 تقاعد غالي في الإسكندرية، لكنه استمر في المشاركة في محاضرات وندوات حول القضايا العسكرية

## وفاته
رحل الفريق فؤاد عزيز غالي في عام 2000 عاش خلالها حياة حافلة.

## الأوسمة
- منحه الرئيس محمد أنور السادات وسام نجمة الشرف.